# Veress Endre (költő)
Veress Endre (Gyergyószárhegy, 1938. május 4. –) erdélyi magyar költő.

## Életútja
Középiskolai tanulmányait a gyergyószentmiklósi Salamon Ernő Líceumban végezte (1955). Járt a gyulafehérvári Római Katolikus Hittudományi Főiskolára is (1955–61), de nem szenteltette magát pappá, nem lépett lelkészi pályára. 1961–63 között állatfelvásárló volt Gyergyószentmiklóson, tervező Dicsőszentmártonban, ugyanott a Nemzeti Bank helyi fiókjánál pénzügyi ellenőr (1963–66). 1966-tól Marosvásárhelyen él, 1966–71 között a Termelőszövetkezetek Szövetségének pénzügyi ellenőre, 1977-től a Méhészegyesület főkönyvelője.

## Költői munkássága
Verseket 1981-ben kezdett közölni az Igaz Szóban és a marosvásárhelyi Vörös Zászlóban, méhészeti szakcikkeket a Falvak Dolgozó Népe c. lapban (1983–85). Maga adott ki három verskötetet az 1980-as években. 2005-ben a marosvásárhelyi Lyra Kiadó 1981-89 közt írt verseiből adott közre válogatást, több verset szerzőjük jobbítva adott közre.

## Verskötetei
- Hazatérés (Bukarest: a szerző kiadása, 1981)
- Csengőkóró (Bukarest: a szerző kiadása, 1981)
- Évelő álmok (Bukarest : a szerző kiadása, 1984)
- A szavak fények (Marosvásárhely : Lyra Kiadó, 2005)